# Státní rada (Rakousko)

C. a k. Rakousko-Uherský erb (1915)

Státní rada (německy Staatsrat) je někdejší dočasný kabinet (vláda) rakouského panovníka Habsburská monarchie. Později se tímto názvem označovaly orgány na úrovni vlády či zákonodárného sboru v Rakousku jako státní instituce rozličných forem.

## Státní rada vdobě panování Marie Terezie
V roce 1760 byla za panování Marie Terezie poprvé zřízena Státní rada. Sloužila jako nejvyšší poradní orgán panovnice pro všechna území Habsburské monarchie. Byli v ní zastoupení tři ministři, mezi nimi státní kancléř a další tři zástupci aristokracie. Státní rada existovala také za panování následníků Marie Terezie, od roku 1804 rakouský císař, do roku 1848 ji pak v Předlitavsku nahradila c. k. vláda.

## Říšská rada / Státní rada 1848–1868
Kroměřížský návrh ústavy z roku 1848 a také březnová ústava z roku 1849 překládaly říšskou radu jako nový poradní orgán, kabinet v čele s císařem. Ta byla také roku 1851 zřízena a v této podobě existovala až do vydání únorové ústavy v roce 1861. V témže roce opět zřídila „mladší“ státní radu (od roku 1867 byl název Reichsrat-Říšská rada užíván jako označení pro parlament (zemský sněm) království a zemí v Říšské radě zastoupených) byl roku 1868 (Prosincová ústava z roku 1867) bez náhrady zrušen. Jeho roku převzalo ministerstvo, Ministerské rady pro společná ministerstva rakousko-uherské Monarchie.

## Německé Rakousko 1918/19

### Státní rada jako vládní a výkonný orgán
Po první světové válce byla v Německém Rakousku 30. října 1918 dosazena státní rada jako vládní a výkonný orgán Provizorního lidového shromáždění. Kolegiální orgán byl ve složení: Franz Dinghofer, Johann Nepomuk Hauser (ten ještě téhož dne nahradil odstoupivšího prezidenta Jodoka Finka) a Karl Seitz, tři rovnoprávné prezidenty lidového shromáždění, kteří reprezentovali tři hlavní politické strany, a dalších 20 členů, zvolených lidovým shromážděním.